# Zemas
Zemas (nzemas) são um dos povos acãs, cuja população é estimada em 588 000 indivíduos. Residem no Gana (cerca de 471 000 pessoas) e o restante no sul da Costa do Marfim e são majoritariamente cristãos (98%).